# Dugyinka
Dugyinka (oroszul: Дудинка) kikötőváros Oroszországban, Szibéria északi részén, a Jenyiszej partján. A Krasznojarszki határterülethez tartozó Tajmiri Dolgan–Nyenyec járás székhelye (2007. január 1. óta; előtte a Tajmiri (Dolgan-Nyenyec) Autonóm Körzet székhelye volt).
Lakossága: 22 175 fő (a 2010. évi népszámláláskor).

## Fekvése
Dugyinka több mint 300 km-rel az északi sarkkörön túl, a Jenyiszej jobb partján, a Dugyinka folyó torkolata közelében terül el. Tengeri és folyami kikötő. A Jenyiszej tavaszi árvize a kikötő egész területét minden évben elönti.
96 km-re nyugatra fekszik a nagy nehézipari központtól, Norilszktól, melynek lényegében kikötője, szállítási központja, és amelynek a város létrejöttét köszönheti. A két települést vasútvonal és országút köti össze.
Távolságok a Jenyiszejen, a hajózási útvonalon számítva:
- Krasznojarszk – 1989 km
- Igarka – 240 km
- Uszty-Port – 110 km
- Dickson – 680 km (a Jenyiszej-öböl bejáratánál).

## Éghajlata
Annak ellenére, hogy több mint másfél fokkal az Északi sarkkör felett fekszik, szélsőséges kontinentális, szubarktikus éghajlatú (Köppen éghajlati besorolásán:  Dfc), rövid, hűvös nyarakkal és nagyon hideg, hosszú telekkel. December-januárban kb. másfél hónapig tart a sarki éjszaka, amikor nem kel fel a nap. Évente csak kb. nyolcvan fagymentes nap van.
A januári középhőmérséklet -28 °C, a júliusi 12 °C. A valaha mért legalacsonyabb hőmérséklet -56,7 °C (1913. január); a legmagasabb 32,3 °C  (1991. július). A csapadék évi mennyisége 520 mm körüli.
| Hónap                                                  | Jan.  | Feb.  | Már.  | Ápr.  | Máj.  | Jún.  | Júl. | Aug. | Szep. | Okt.  | Nov.  | Dec.  | Év    |
| ------------------------------------------------------ | ----- | ----- | ----- | ----- | ----- | ----- | ---- | ---- | ----- | ----- | ----- | ----- | ----- |
| Rekord max. hőmérséklet (°C)                           | −0,3  | −0,6  | 4,2   | 8,8   | 26,5  | 31,2  | 32,3 | 30,0 | 24,5  | 12,3  | 2,7   | 0,7   | 32,3  |
| Átlagos max. hőmérséklet (°C)                          | −22,7 | −22,3 | −15,8 | −9,3  | −1,1  | 11,1  | 19,1 | 15,8 | 7,4   | −4,8  | −16,3 | −21,1 | −4,9  |
| Átlagos min. hőmérséklet (°C)                          | −31,0 | −30,8 | −26,0 | −20,2 | −8,5  | 3,3   | 9,5  | 7,6  | 1,4   | −10,9 | −24,7 | −29,3 | −13,2 |
| Rekord min. hőmérséklet (°C)                           | −56,7 | −55,0 | −52,1 | −45,4 | −32,6 | −14,2 | −0,8 | −2,5 | −20,2 | −38,8 | −48,7 | −53,5 | −56,7 |
| Átl. csapadékmennyiség (mm)                            | 44    | 38    | 34    | 30    | 30    | 37    | 44   | 59   | 50    | 59    | 46    | 48    | 519   |
| Havi napsütéses órák száma                             | 2     | 32    | 131   | 227   | 245   | 229   | 308  | 196  | 86    | 48    | 7     | 0     | 1511  |
| Forrás: Pogoda.ru.net; NOAA (csak napsütés, 1961–1990) |       |       |       |       |       |       |      |      |       |       |       |       |       |

## Történeti áttekintés
Ezen a helyen 1667-ben az őslakosságtól a prémadó (az ún. jaszak) beszedésére orosz téli szálláshelyet (zimovje) létesítettek. 1930-ban  megalakították a Tajmiri Autonóm Körzetet,  melynek Dugyinka falu lett a székhelye. A település gazdaságilag mint kikötő lett igazán fontos, amikor a hatalmas színesfém- és szénvagyonra alapozva megkezdődött Norilszk iparának kiépítése.
1936-ban elkészült az első tengeri móló, 1937-1938-ban a Dugyinka–Norilszk vasútvonal. A háború idején a kikötőt jelentősen bővítették, hogy a norilszki bányáknak és színesfém-kohászati kombinátnak árut, onnan pedig színesfémet és szenet szállítsanak. A hiányzó munkaerőt a Gulag teremtette elő. 1935-től húsz éven át Dugyinkában, akárcsak Norilszkban és a sarki régió számos területén, a politikai elítéltek tízezrei dolgoztak, ők építették a kikötőt, a vasútvonalat is. Az itteni lágereket csak 1956-ban szüntették meg.
Közben 1951-ben Dugyinka városi jogot kapott. 1969-ben a Jenyiszejen át megépült a földgázvezeték Norilszkig. A két város közti villamosított vasútvonalon 1974-ben megindult a személyforgalom is. A Kurejkán Szvetlogorszk településnél vízerőmű épült, mely Norilszk színesfém-kohászata mellett Dugyinkát is villamosenergiával látja el.

## 21. század

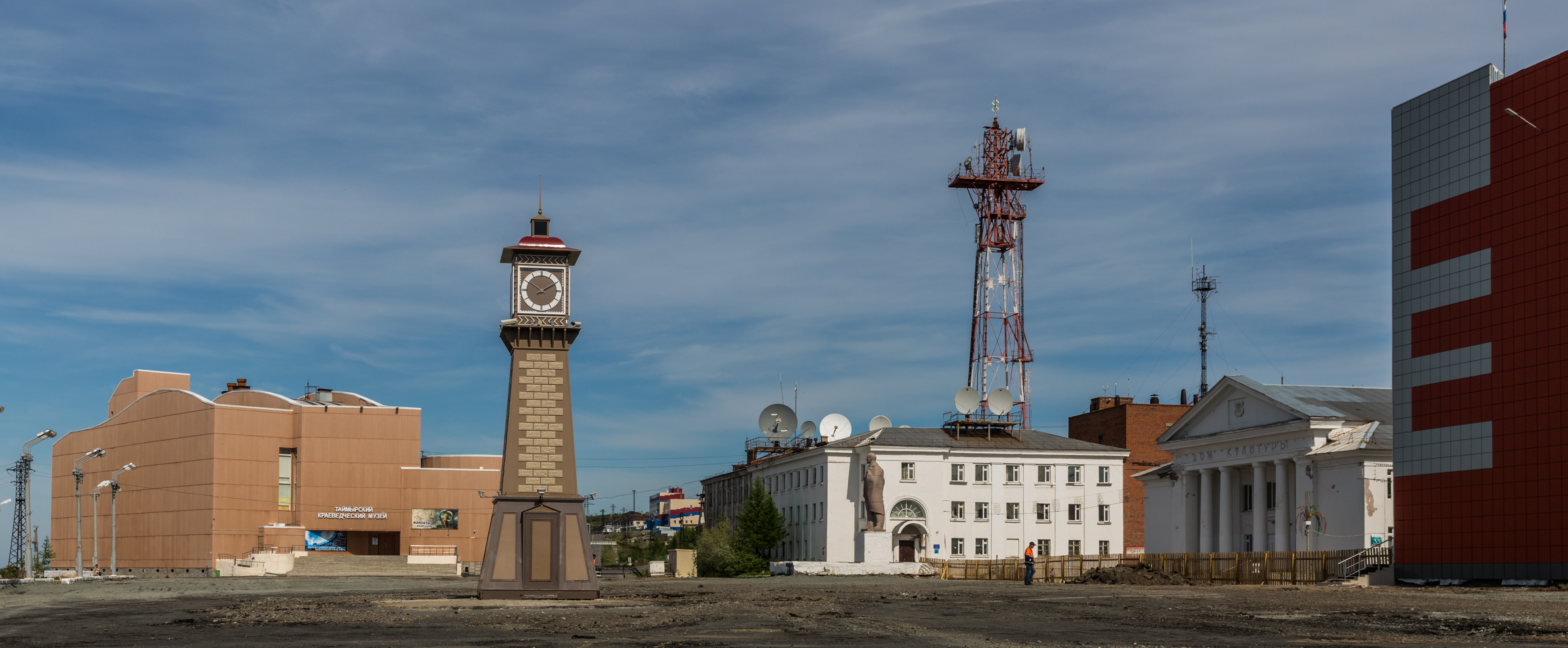
A város főtere 2016-ban. A bal oldali barna épület a múzeum

2006. december 31-ével az autonóm körzet megszűnt, helyette járás létesült, így Dugyinka egy autonóm körzet központjából járási székhely lett.
A folyami közlekedés számára kikötője június elején nyílik meg (az északi Dickson felé csak júliusban) és október elején a jégképződés miatt bezár. Nyáron a Jenyiszejen Krasznojarszktól Dugyinkáig, illetve Dicksonig rendszeres a hajóforgalom. A tengeri kikötő egész évben nyitva tart, és azt jégtörők segítségével folyamatos tengeri út köti össze Arhangelszkkel és Murmanszkkal is.
2012-ben a kikötőben a személy- és teherszállításhoz határátkelőhelyet nyitottak, így a tengeri kikötő nemzetközi státuszt kapott. (Korábban az export-import áruk ügyintézését, vámoltatását távoli kikötőkben, Murmanszkban vagy a Távol-Keleten végezték.)
A nagy távolságok és a rövid folyami hajózási idény miatt különös jelentősége van a légi közlekedésnek. A repülőtér a várostól 44 km-re keletre (Norilszktól 52 km-re nyugatra) fekszik. Jelentős korszerűsítések után 2010-ben nevét Alikelről Norilszkra változtatták. A repülőtérre és Norilszkba is autóbusz közlekedik (2013-ban napi 2–2 járat volt). Napjainkban a norilszki vasútvonalat csak teherszállításra használják.
A Tajmiri helytörténeti múzeumot 1937-ben alapították. A város főterén épült háromszintes modern múzeumépületet 2009. április 7-én adták át, állandó kiállítását 2011-ben nyitották meg.